# Todo incluido (serie de televisión)
Todo incluido (conocida también como Hotel todo incluido) fue una sitcom de televisión mexicana del 2013 emitida los días domingo por el Canal de las Estrellas a las 7:00 p. m. bajo la producción de Guillermo del Bosque el 3 de marzo de 2013, a la par de la adaptación mexicana de  Durmiendo con mi jefe producción de Jorge Ortiz de Pinedo, ambas series fueron reemitidas por el Canal de las Estrellas el pasado 29 de febrero de 2016 ahora de lunes a viernes.
Protagonizada por Adrián Uribe con las actuaciones estelares de Isabel Madow, Raquel Garza, Eduardo España, Luis Orozco y Gabriela Platas, junto con los primeros actores César Bono y Lucila Mariscal.

## Sinopsis
La comedia se desarrolla en el prestigioso Hotel Boutique TI, propiedad de "El dueño" (Adrián Uribe), un hotel tan exclusivo al que solo llegan estrellas de la farándula mexicana, en el cual las celebridades experimentaran situaciones chuscas y cómicas, gracias al pésimo servicio que ofrecen sus singulares y carismáticos empleados.

## Elenco
- Adrián Uribe como dueño / Vitor / Carmelo / Serapio / «la solitaria Vengadora»
- Lalo España como don Cipriano «el gerente» / Doña Margara Francisca
- Isabel Madow como Isabel «Chabelita, la masajista»
- Luis Orozco como Lucas «el botones»
- César Bono como Salvador «Don Chava, el jefe de mantenimiento»
- Gabriela Platas como Jacqueline «Jackie, la RP»
- Raquel Garza como Ana «Anita, la recamarista»
- Lucila Mariscal- la mamá de Vitor

## Estrellas invitadas
- Xavier López como Chabelo
- Latin Lover
- Luis Gatica como Fidel Romeo Gordillo
- La Parka
- Patricia Navidad
- Yuri
- Rafael Inclán
- Silvia Pasquel
- Darío Ripoll
- Omar Chaparro como Yajairo
- Sergio Mayer como Luigi Lombardi
- Maribel Guardia como Vanesa Lascurain
- Mariana Seoane
- Salvador Zerboni
- Lucía Méndez
- Laura Zapata
- Ninel Conde
- Norma Herrera
- José Manuel Figueroa
- Roberto Palazuelos
- Chantal Andere como Sofia Villareal
- Jacqueline Andere
- Julio Bracho
- German Ortega
- Jessica Coch
- Claudio Báez
- Alejandra Bogue
- Lalo España como doña Margara Francisca
- Ariel Miramontes como Albertano Santa Cruz
- Mane de la Parra
- Diego Verdaguer
- Juan Osorio Ortiz
- Claudia Godínez
- Martha Julia
- Humberto Elizondo
- Alexis Ayala Detective Andrés Segura
- Adal Ramones Reportero
- Jorge Van Rankin
- Banda Los Recoditos

## Adaptaciones
- Telefuturo Paraguay compró los derechos a Televisa para realizar su propia versión titulada Hotel de estrellas producida por Dani da Rosa y Enrique Pavón quien además fue el adaptador y protagonista principal de la serie, la cual se estrenó a principios de octubre de 2013.